# Artrosi gleno-omerale
L'artrosi gleno-omerale in campo medico, è una particolare forma di artrosi che interessa la spalla.

## Eziologia
Fra le cause vi sono osteonecrosi e lesioni alla cuffia dei rotatori, può sorgere come complicanza una forma di atrofia muscolare data dall'impossibilità di muovere determinati muscoli.

## Sintomatologia
Il sintomo più comune è il dolore, vi è diminuzione dei movimenti normali, in particolare le persone sono impossibilitate a toccarsi la schiena con le braccia.

## Esami
- Radiografia, l'esame base che mostra la presenza di osteofiti, sclerosi o erosione delle ossa a livello della fossa glenoidea.

## Terapia
Il trattamento deve permettere ad un recupero del movimento della persona con l'aiuto di FANS e steroidi per contrastare il dolore e altri sintomi. Come trattamento chirurgico vi sono:
- Artrodesi
- Protesizzazione anche totale della spalla
- Pulizia artroscopica

Di diversa origine sono le possibili complicanze che possono insorgere a causa di un intervento chirurgico condotto in maniera errata.